# Sphaerostephanos eminens
Sphaerostephanos eminens är en kärrbräkenväxtart som först beskrevs av Bak., och fick sitt nu gällande namn av Holtt. Sphaerostephanos eminens ingår i släktet Sphaerostephanos och familjen Thelypteridaceae. Inga underarter finns listade.